# Tom Terriss
Tom Terriss (28 de septiembre de 1872 – 8 de febrero de 1964) fue un director, actor, y guionista cinematográfico de nacionalidad británica.

## Biografía
Su verdadero nombre era Thomas Herbert F.Lewin, y nació en Londres, Inglaterra, en el seno de una familia de intérpretes teatrales. Su padre, William Terriss, era actor, al igual que su hermana Ellaline Terriss, popular protagonista de la escena teatral londinense. En 1897 la familia se había visto involucrada en un asesinato: William Terriss había sido asesinado por un actor en paro, Richard Archer Prince, muriendo la madre de Tom al poco tiempo de la muerte de su marido. El delito ocupó durante semanas las portadas de los periódicos.
Tom Terris inició su carrera artística en el teatro, trabajando como actor y coreógrafo. En los Estados Unidos apareció su nombre en algunas producciones llevadas a escena en el circuito de Broadway en 1904. 
Pasó al cine en 1914, año en el que rodó The Mystery of Edwin Drood, film sobre la última novela inacabada de Charles Dickens, en el cual Terris fue actor además de director en colaboración con Herbert Blaché. Terriss fundó una compañía propia, la Terriss Feature Film Company, a fin de producir sus películas, en gran parte adaptaciones de obras teatrales.
En total interpretó una decena de filmes, escribió el guion de 14, y dirigió 45, estas últimas todas ellas en la época del cine mudo.
La hija de Tom, Milly Terriss, continuó con la tradición familiar y se hizo actriz. Tom Terriss falleció en 1964 en Nueva York, Estados Unidos, a los 91 años de edad. 

## Teatro
- The Medal and the Maid, libreto de Owen Hall (circuito de Broadway, 11 de enero de 1904)
- Letty, de Arthur Wing Pinero  (Broadway, 12 de septiembre de 1904)

## Selección de su filmografía
- The Mystery of Edwin Drood (1914)
- The Lion and the Mouse (1919)
- The Spark Divine (1919)
- The Climbers
- Captain Swift (1920)
- The Heart of Maryland (1921)
- Boomerang Bill (1922)
- The Harbour Lights (1923)
- Fires of Fate (1923)
- The Bandolero (1924)
- The Naughty Duchess (1928)